# Екстракт дріжджів
Екстракт дріжджів — поширена назва різних форм обробленої дріжджової продукції, що використовується як харчові добавки або приправи. Вони часто використовуються таким же чином, як і глютамат натрію, і, подібно до глютамату натрію, часто містять вільну глутамінову кислоту.

## Автолізовані дріжджі
Автолізовані дріжджі або екстракти з автолізованих дріжджів складаються з концентрованого вмісту клітин дріжджів, які були вбиті таким чином, що ферменти дріжджів руйнують бласні дріжджові білки. Використовується у вигляді численних харчових продуктів, таких як Вегеміт (Австралія), Марміт, Проміт, Оксо (Нова Зеландія, ПАР, Велика Британія, Ірландія), і Ценовіс (Швейцарія). В продуктах Бовріл (Британія, Ірландія) в 2005—2006 роках почали додавати дріжджовий екстракт замість екстракту яловичини, але потім повернулися назад. Автолізовані дріжджі — також важливе джерело глютамату натрію в харчовій промисловості.

## Гідролізовані дріжджі
Гідролізовані дріжджі або екстракти з гідролізованих дріжджів — інша широко використовувана харчова добавка, що застосовується для надання аромату.